# Hans Peter Clausen
Pour les articles homonymes, voir Clausen (homonymie).
Hans Peter Clausen, né le 31 janvier 1928 à Borg (Danemark) et mort le 21 avril 1998 , est un homme politique danois membre du Parti populaire conservateur (KF), ancien ministre et ancien député au Parlement (le Folketing), assemblée qu'il présida. 